# 日本歯科審美学会ホワイトニングコーディネーター
日本歯科審美学会ホワイトニングコーディネーターとは、日本歯科審美学会 (JAED) が認定する歯科衛生士の専門資格である。2013年3月末現在、4,791名が資格を取得している。

## 概要
ホワイトニング（歯の審美的漂白）の正しい情報の普及と多くの人にホワイトニングの喜びを享受してもらうため適切なアドバイスのできる人材養成を目的とする。2006年に発足した。認定講習会を受講後に認定試験を受け、この試験に合格すると、ホワイトニングコーディネーターの登録が可能となる。さらに日本歯科審美学会にホワイトニングコーディネーターの登録を完了するとホワイトニングコーディネーターの資格が得られる。

## 取得
- ホワイトニングの基礎知識、実践の講習を行った後に、4肢択一式の試験で70点以上が合格となる[2][4]。
- 合格者には認定証とピンバッジが贈られる[2]。

## 更新
本資格は3年間の更新制であり、学術大会等への出席が必要となる。